# صوفى ديسمارى
صوفى ديسمارى هي ممثلة كندية، ولدت في 24 يوليو 1986 بمونتريال في كندا.

## وصلات خارجية
- صوفى ديسمارى على موقع IMDb (الإنجليزية)
- صوفى ديسمارى على موقع ألو سيني (الفرنسية)
- صوفى ديسمارى على موقع أول موفي (الإنجليزية)
- صوفى ديسمارى على موقع قاعدة بيانات الفيلم (الإنجليزية)
- صوفى ديسمارى على موقع كينوبويسك (الروسية)